# Freed from Desire
«Freed from Desire» es un sencillo de la cantante italiana Gala Rizzatto. Fue lanzado en 1996 como el primer sencillo de su segundo álbum Come Into My Life, y fue un éxito en muchos países, encabezando las listas de éxitos en Francia, Bélgica, Italia, España, Israel, Brasil, Grecia y Dinamarca.
El tema fue lanzado en el Reino Unido en julio de 1997, alcanzó el puesto 2 y pasó ocho semanas en el interior de las semanas 10 y 14 en total en el Top 75.
La canción fue compuesta por Gala, Filippo Andrea Carmeni y Maurizio Molella.
Los versos contienen el leitmotiv "He got his strong beliefs" ("Él tiene fuertes creencias" en español), mientras que el estribillo, consistió en percusiones varias, se caracteriza por la repetición de la sílaba "na". Gracias a este éxito, Gala alcanzó un gran renombre en Europa, aunque fue su segundo sencillo.
Freed from Desire también fue lanzado en una versión remezclada en 2003 (por Happymen vs Gala) y 2008. Se llevó a cabo en una versión remezclada en 2008 por el cantante francés Lorie, durante su gira "Tour 2Lor".
En 2005, la canción fue lanzada en una versión acústica de Sagi Rei.
En 2013 el cantante español Gio versión el tema añadiéndole unos versos de rap y diversas variaciones vocales, en la segunda edición de El número uno de Antena 3.
En 2016, un aficionado del  Wigan hace viral una versión cuyo estribillo dice "Will Grigg's On Fire, your defense is terrified", en alusión al delantero norirlandés Will Grigg pichichi en el ascenso a Football League Championship. De igual manera, se hizo famosa con el cántico "Harry Maguire, your defense is terrifying", por los múltiples errores del defensor Harry Maguire. 
Se convierte en el himno no oficial de la  Euro 16 gracias a los aficionados de  Irlanda del Norte. En el mundial de fútbol de Catar 2022, fue la canción elegida por Inglaterra, Suiza y Polonia, para sonar en los estadios tras marcar un gol. 
En 2017 el grupo español de subnopop Ojete Calor lanza su propia versión humorística del tema titulado ”Vete a tu casa (Freed from Desire)”, distribuida por Universal Music Spain.
En 2022 cuando en la final de la Eurocopa Femenina 2022, los aficionados de la  selección inglesa la
suenan en el Wembley.
En 2024 durante los Juegos Olímpicos en París fue utilizada en múltiples ocasiones a lo largo del evento incluso se escuchó en la Ceremonia de Apertura y Clausura.
El 1 de diciembre de 2024 la FIFA la anuncia como canción oficial del Mundial de Clubes 2025.

## Listas musicales de canciones
| Lista (1996/97)                 | Mejor posición |
| ------------------------------- | -------------- |
| German Singles Chart            | 14             |
| Austrian Singles Chart          | 16             |
| Belgian (Flandes) Singles Chart | 1              |
| Belgian (Valonia) Singles Chart | 1              |
| Dutch Top 40                    | 5              |
| Spanish Singles Chart           | 1              |
| Finnish Singles Chart           | 17             |
| French Singles Chart            | 1              |
| Irish Singles Chart             | 2              |
| Italian Singles Chart           | 1              |
| Swedish Singles Chart           | 42             |
| Swiss Singles Chart             | 13             |
| UK Singles Chart                | 2              |

## Cronología
| Predecesor: "Aïcha" de Khaled                              | French Singles Chart - Sencillo N.º 1 26 de octubre de 1996 - 18 de enero de 1997 (13 semanas)              | Sucesor: "Don't Cry for Me Argentina" de Madonna |
| Predecesor: "Aïcha" de Khaled                              | Belgian (Valonia) Singles Chart - Sencillo N.º 1 7 de diciembre de 1996 - 8 de febrero de 1997 (10 semanas) | Sucesor: "Un-Break My Heart" de Toni Braxton     |
| Predecesor: "One and One" de Robert Miles con Maria Nayler | Belgian (Flandes) Singles Chart - Sencillo N.º 1 11 de enero de 1997 - 8 de febrero de 1997 (5 semanas)     | Sucesor: "Don't Speak" de No Doubt               |